# Глуховский округ
Глуховский округ (укр. Глухівська округа) — единица административного деления Украинской ССР, существовавшая с апреля 1923 по июль 1930 года.
Округ был образован в 1923 году под названием Новгород-Северский округ в составе Черниговской губернии. Центром округа был назначен город Новгород-Северский. 1 августа 1925 года губернии на Украине были упразднены и округ перешёл в прямое подчинение Украинской ССР. 19 августа 1925 года центр округа был перенесён в город Глухов, а округ сменил своё название на Глуховский.
Округ был упразднён в июле 1930 года.
По данным переписи 1926 года численность населения составляла 551,8 тыс. чел. В том числе украинцы — 74,5 %; русские — 23,6 %; евреи — 1,6 %.

## Административное деление
По данным на 1 января 1926 года делился на 11 районов:
- Глуховский, центр — город Глухов.
- Костобобровский, центр — село Костобобров.
- Мамекинский, центр — село Масленкино.
- Новгород-Северский, центр — город Новгород-Северский.
- Поворницкий, центр — местечко Поворница.
- Середино-Будский, центр — местечко Середина-Буда.
- Тулиголовский, центр — местечко Тулиголов.
- Хильчанский, центр — село Хильчанцы.
- Шостенский, центр — город Шостка.
- Эсманский, центр — местечко Эсмань.
- Ямпольский, центр — местечко Ямполь.